# 日光站
日光站（日语：／ Nikkō eki */?）是東日本旅客鐵道（JR東日本）日光線的鐵路車站，位於日本栃木縣日光市相生町。

## 車站構造
對向式月台2面2線的地面車站。站舍2樓原為1等車利用者等候室、現在作為美術展覽室公開。站舎右邊有屋頂的廣場原為團體等候室。現在巳幾乎沒有使用。貴賓室不對外開放。設置有Suica對應的驗票閘門、綠色窗口（營業時間 6：00～20：00）。

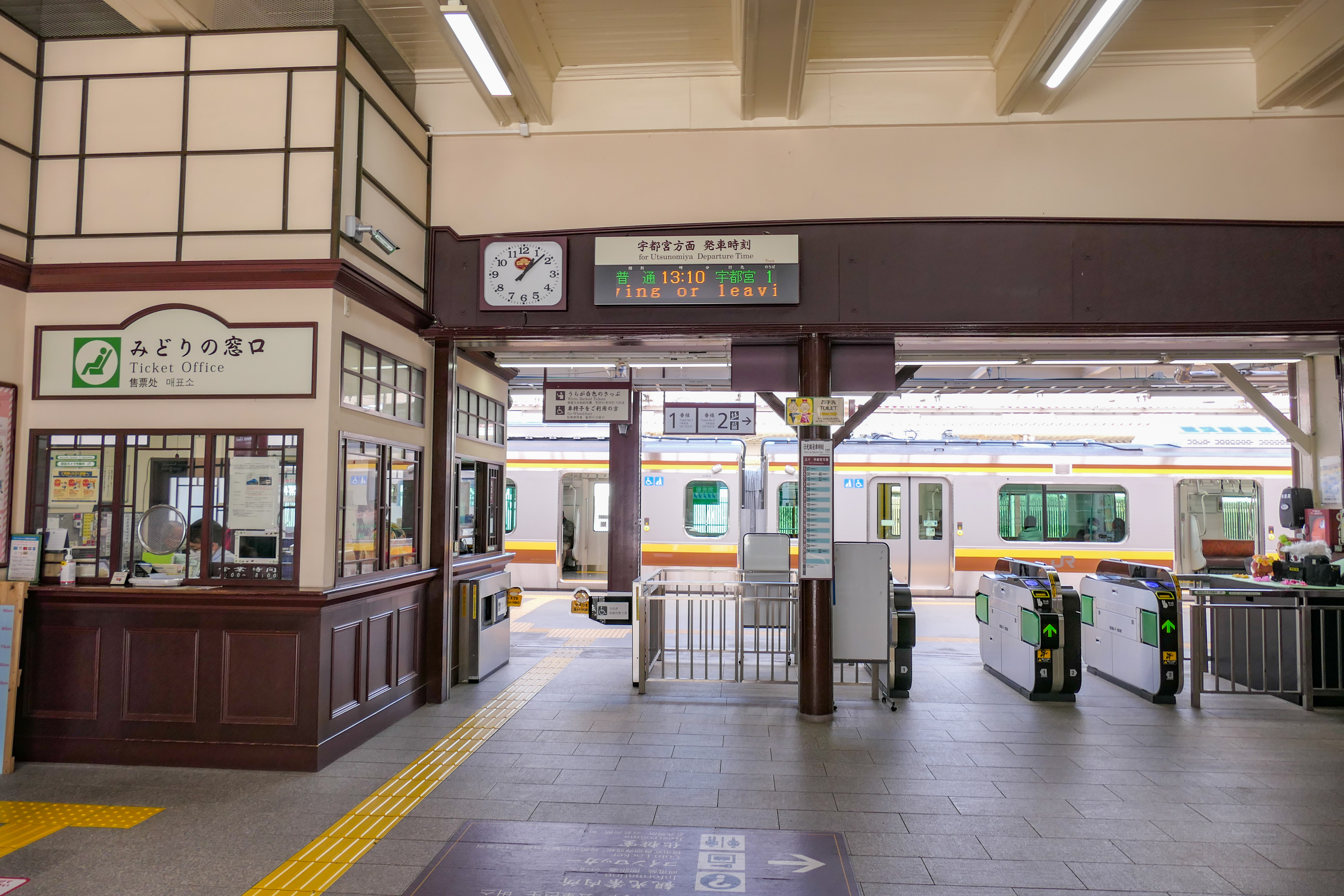
驗票閘門
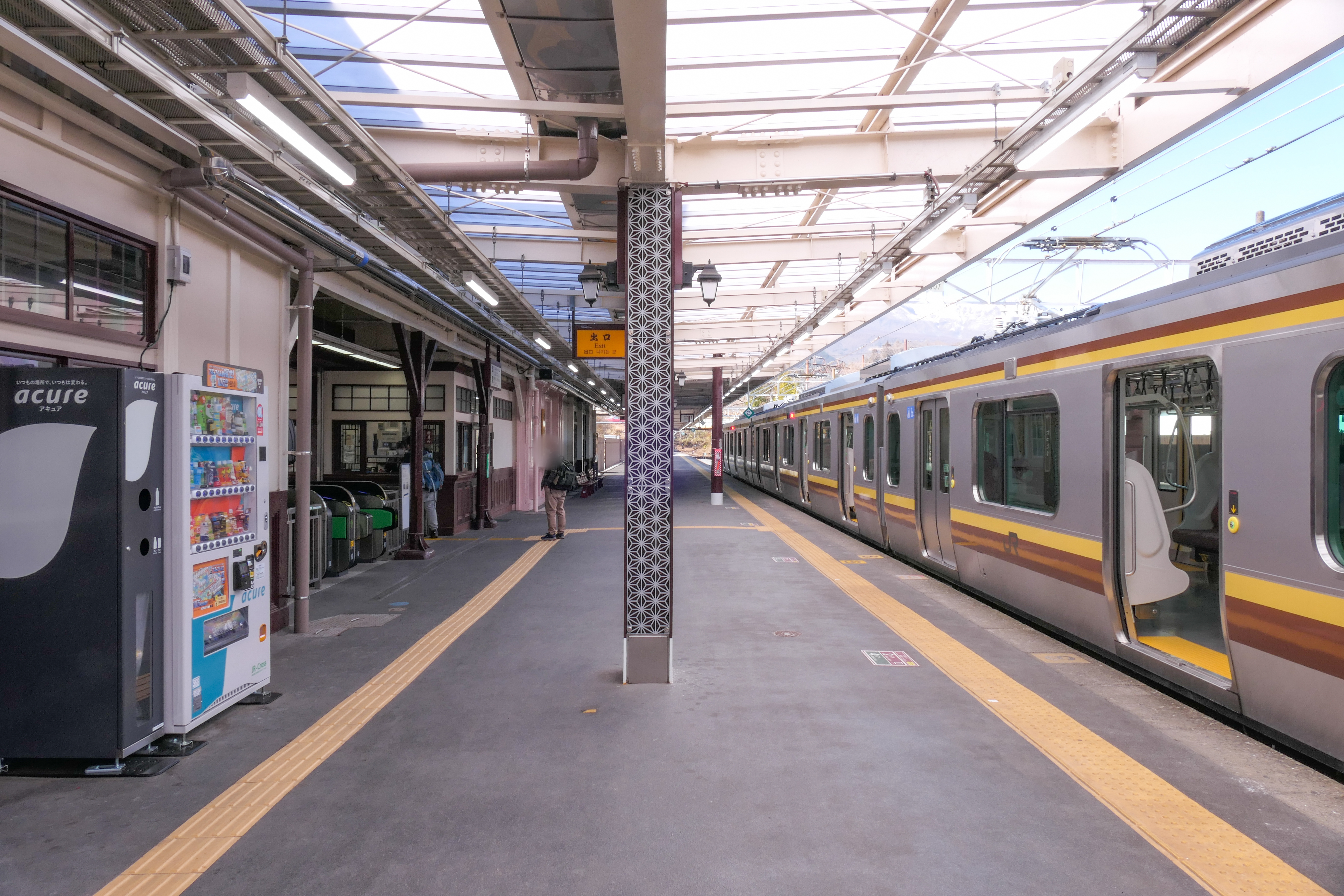
月台
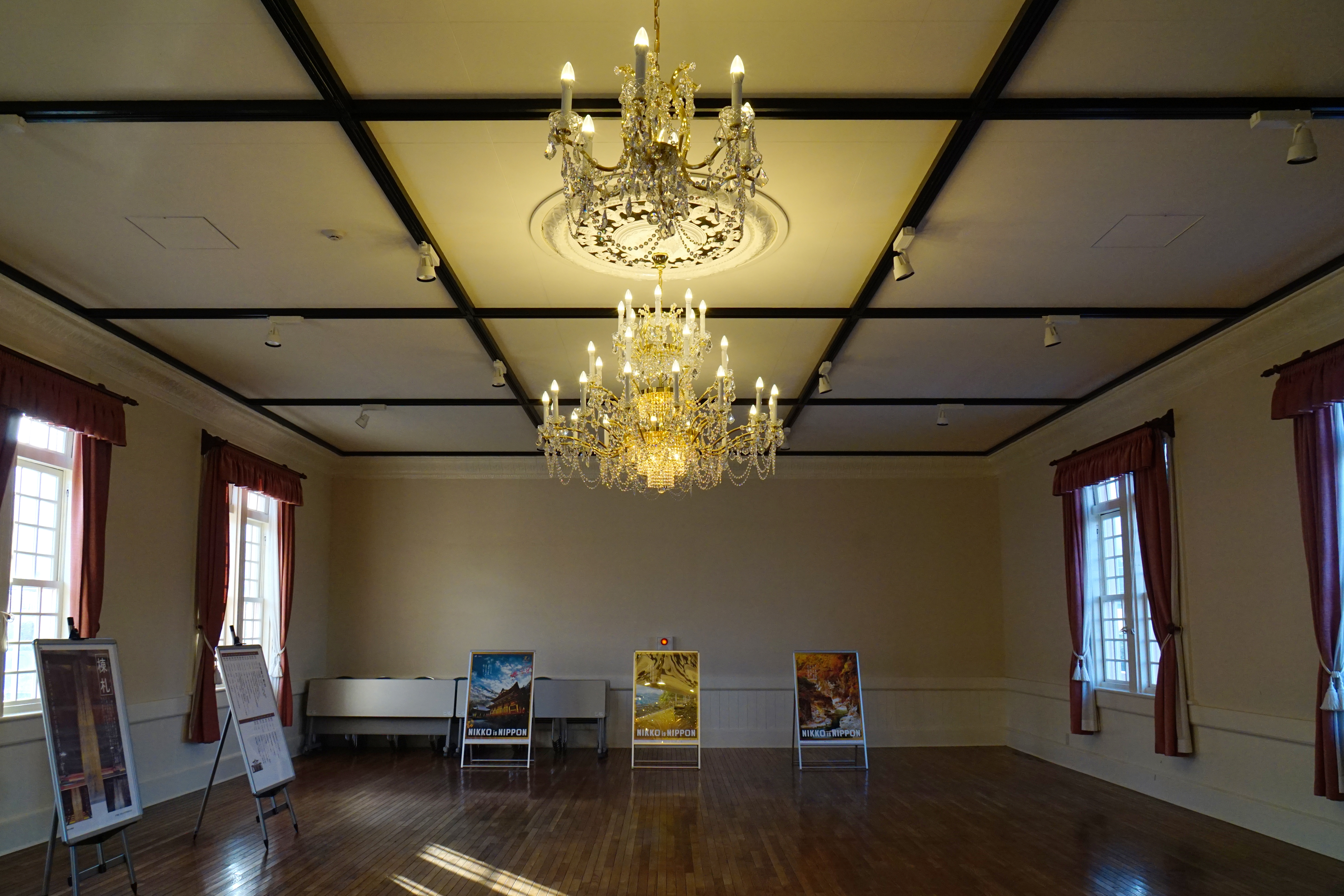
1等車利用者等候室
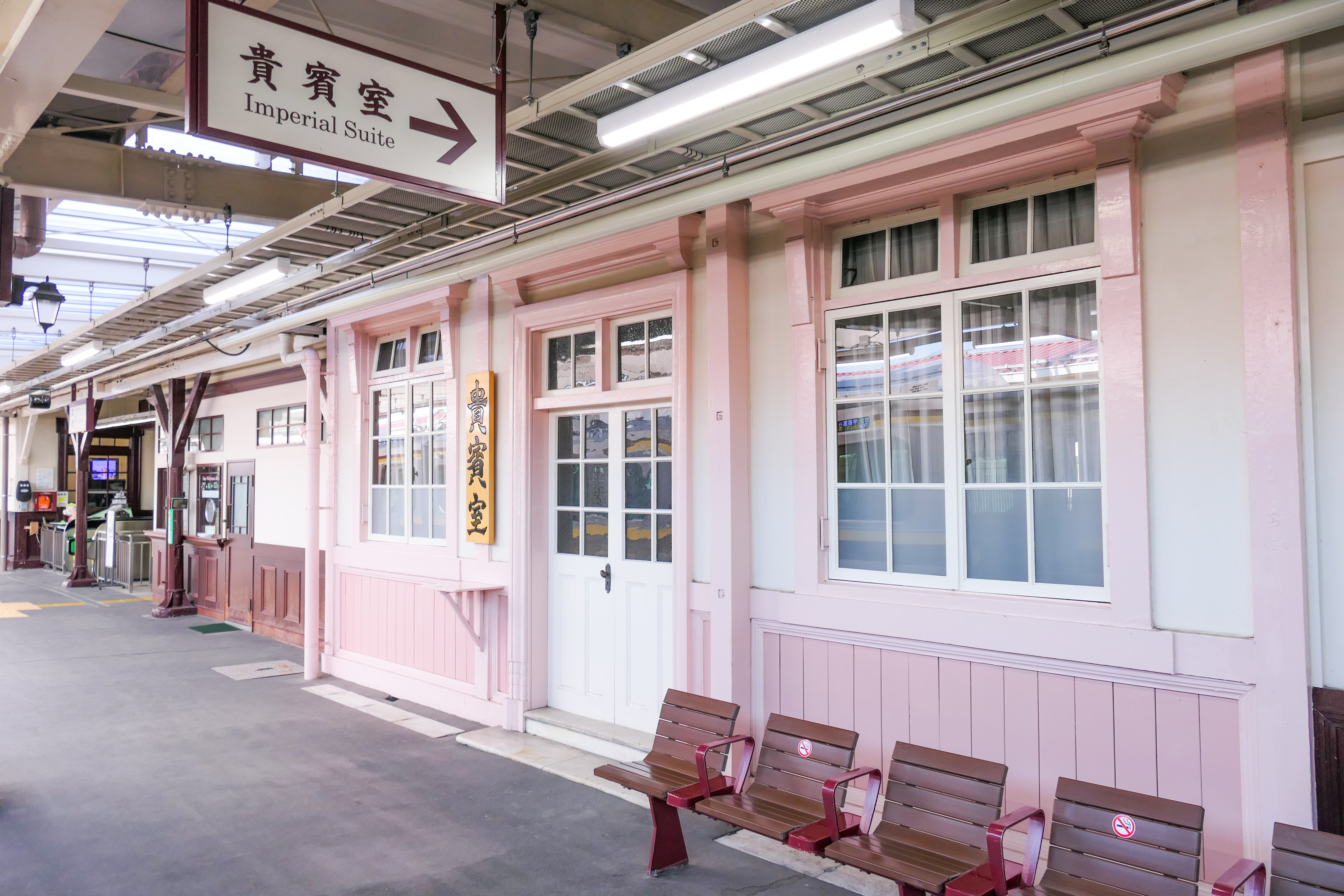
貴賓室

### 月台配置
| 月台 | 路線    | 目的地                 |
| ---- | ------- | ---------------------- |
| 1、2 | ■日光線 | 今市、鹿沼、宇都宮方向 |

（來源：JR東日本:車站構內圖 （页面存档备份，存于））

## 使用情況
根據JR東日本，2019年（令和元年）度1日平均上車人次為1,046人。
近年的推移如下表。
| 上車人次推移       | 上車人次推移     | 上車人次推移    |
| 年度               | 1日平均 上車人次 | 來源            |
| ------------------ | ---------------- | --------------- |
| 2000年（平成12年） | 1,154            | [ 利用客数 2 ]  |
| 2001年（平成13年） | 1,063            | [ 利用客数 3 ]  |
| 2002年（平成14年） | 1,048            | [ 利用客数 4 ]  |
| 2003年（平成15年） | 1,054            | [ 利用客数 5 ]  |
| 2004年（平成16年） | 1,013            | [ 利用客数 6 ]  |
| 2005年（平成17年） | 976              | [ 利用客数 7 ]  |
| 2006年（平成18年） | 966              | [ 利用客数 8 ]  |
| 2007年（平成19年） | 946              | [ 利用客数 9 ]  |
| 2008年（平成20年） | 962              | [ 利用客数 10 ] |
| 2009年（平成21年） | 876              | [ 利用客数 11 ] |
| 2010年（平成22年） | 896              | [ 利用客数 12 ] |
| 2011年（平成23年） | 815              | [ 利用客数 13 ] |
| 2012年（平成24年） | 851              | [ 利用客数 14 ] |
| 2013年（平成25年） | 872              | [ 利用客数 15 ] |
| 2014年（平成26年） | 929              | [ 利用客数 16 ] |
| 2015年（平成27年） | 1,050            | [ 利用客数 17 ] |
| 2016年（平成28年） | 1,024            | [ 利用客数 18 ] |
| 2017年（平成29年） | 1,098            | [ 利用客数 19 ] |
| 2018年（平成30年） | 1,102            | [ 利用客数 20 ] |
| 2019年（令和元年） | 1,046            | [ 利用客数 21 ] |

## 車站周邊
- 東武日光線東武日光站
- 國道119號
- 日光市役所日光總合支所（現・本廳舎為舊・今市市役所）
- 日光郵便局（日本郵便日光支店併設）
- 日光站前郵便局
- 日光市立日光東中學校
- 關東自動車：JR宇都宮站 - 日光東照宮線「JR日光站前」巴士站（國道上）

## 历史
- 1890年（明治23年）8月1日 開業。
- 1912年（大正元年）8月 改築成現在的第2代站舎。
- 1982年（昭和57年）11月15日 急行「日光」廢。
- 1987年（昭和62年）4月1日 - 國鐵分割民營化成為東日本旅客鐵道車站。
- 1997年 - 關東車站百選選定。
- 2008年（平成20年）3月15日 - Suica開始使用。同時設置自動改札機。

## 相鄰車站
東日本旅客鐵道
■日光線
今市－日光

### 使用情況
1. ↑  . 東日本旅客鉄道.   [2019-07-21]. （原始内容存档于2019-07-05）.
2. ↑  . 東日本旅客鉄道.   [2019-03-08]. （原始内容存档于2019-03-27）.
3. ↑  . 東日本旅客鉄道.   [2019-03-08]. （原始内容存档于2019-03-27）.
4. ↑  . 東日本旅客鉄道.   [2019-03-08]. （原始内容存档于2019-03-27）.
5. ↑  . 東日本旅客鉄道.   [2019-03-08]. （原始内容存档于2019-03-27）.
6. ↑  . 東日本旅客鉄道.   [2019-03-08]. （原始内容存档于2019-03-27）.
7. ↑  . 東日本旅客鉄道.   [2019-03-08]. （原始内容存档于2019-03-27）.
8. ↑  . 東日本旅客鉄道.   [2019-03-08]. （原始内容存档于2019-03-27）.
9. ↑  . 東日本旅客鉄道.   [2019-03-08]. （原始内容存档于2019-04-02）.
10. ↑  . 東日本旅客鉄道.   [2019-03-08]. （原始内容存档于2019-03-27）.
11. ↑  . 東日本旅客鉄道.   [2019-03-08]. （原始内容存档于2019-03-27）.
12. ↑  . 東日本旅客鉄道.   [2019-03-08]. （原始内容存档于2019-03-27）.
13. ↑  . 東日本旅客鉄道.   [2019-03-08]. （原始内容存档于2019-03-27）.
14. ↑  . 東日本旅客鉄道.   [2019-03-08]. （原始内容存档于2019-03-27）.
15. ↑  . 東日本旅客鉄道.   [2019-03-08]. （原始内容存档于2016-04-04）.
16. ↑  . 東日本旅客鉄道.   [2019-03-08]. （原始内容存档于2019-03-27）.
17. ↑  . 東日本旅客鉄道.   [2019-03-08]. （原始内容存档于2019-03-23）.
18. ↑  . 東日本旅客鉄道.   [2019-03-08]. （原始内容存档于2019-03-27）.
19. ↑  . 東日本旅客鉄道.   [2019-03-08]. （原始内容存档于2018-07-06）.
20. ↑  . 東日本旅客鉄道.   [2019-07-21]. （原始内容存档于2019-07-05）.
21. ↑  . 東日本旅客鉄道.   [2020-07-18]. （原始内容存档于2020-07-11）.

## 外部連結
- 車站資訊（日光）：東日本旅客鐵道